# Armando Loaiza
Armando Loaiza Mariaca (La Paz, Bolívia, 8 de desembre de 1943- La Paz, Bolívia, 18 de gener de 2016) va ser un destacat ambaixador i cònsol bolivià. Va ser també el Ministre de Relacions Exteriors de Bolívia des del 14 de juny de 2005 fins al 23 de gener de 2006; durant el govern del president Eduardo Rodríguez Veltzé.
Loaiza es va especialitzar en relacions internacionals i dret internacional. El 20 d'agost de 1993, el canceller bolivià Antonio Aranibar Quiroga, mitjançant Resolució Ministerial Núm. 214/93, designa a Armando Loaiza Mariaca, el càrrec de Director de l'Acadèmia Diplomàtica Boliviana "Rafael Bustillo". Val a dir que Loaiza va estar en el càrrec de l'Acadèmia en dues ocasions.
El gener de 1994 va ser el cònsol de Bolívia a Santiago de Xile, durant el primer govern del president Gonzalo Sánchez de Lozada.
Durant el govern del president Carlos Mesa, Loaiza va exercir com ambaixador de Bolívia a Montevideo, Uruguai. El 14 de juny de 2005, el president Eduardo Rodríguez Veltzé, el nomena Ministre de Relacions Exteriors de Bolívia (canceller). Va ocupar el càrrec fins al 23 de gener de 2006.
Després de la seva sortida de la cancelleria, Loaiza va tenir diverses participacions com a comentarista internacional en diferents mitjans de comunicació televisius i radiofònics bolivians. Entre els anys 2013-15 al costat d'altres ex-cancellers, es va reunir amb el president Evo Morales Ayma i altres expresidents, amb l'objectiu d'assessorar i compartir opinions amb el govern sobre el tema marítim de Bolívia.
El 12 de juny de 2015, el president Evo Morales el va nomenar ambaixador de Bolívia en el Vaticà. A principis d'agost d'aquest mateix any, en un canal de televisió xilè anomenat "24 Horas de TVN", Loaiza a les seves declaracions va expressar que el president Evo Morales tenia un "Traumatisme anticatòlic".
Les seves declaracions van causar polèmica a Bolívia a nivell nacional, on Loaiza va haver d'acceptar la seva culpa i renunciar al seu càrrec d'ambaixador el 12 d'agost de 2015.
Loaiza va morir per causes naturals a la ciutat de La Paz el 18 de gener de 2016 als seus 72 anys. Les seves restes van ser vetllades a la cancelleria boliviana.